# Kollmitzgraben

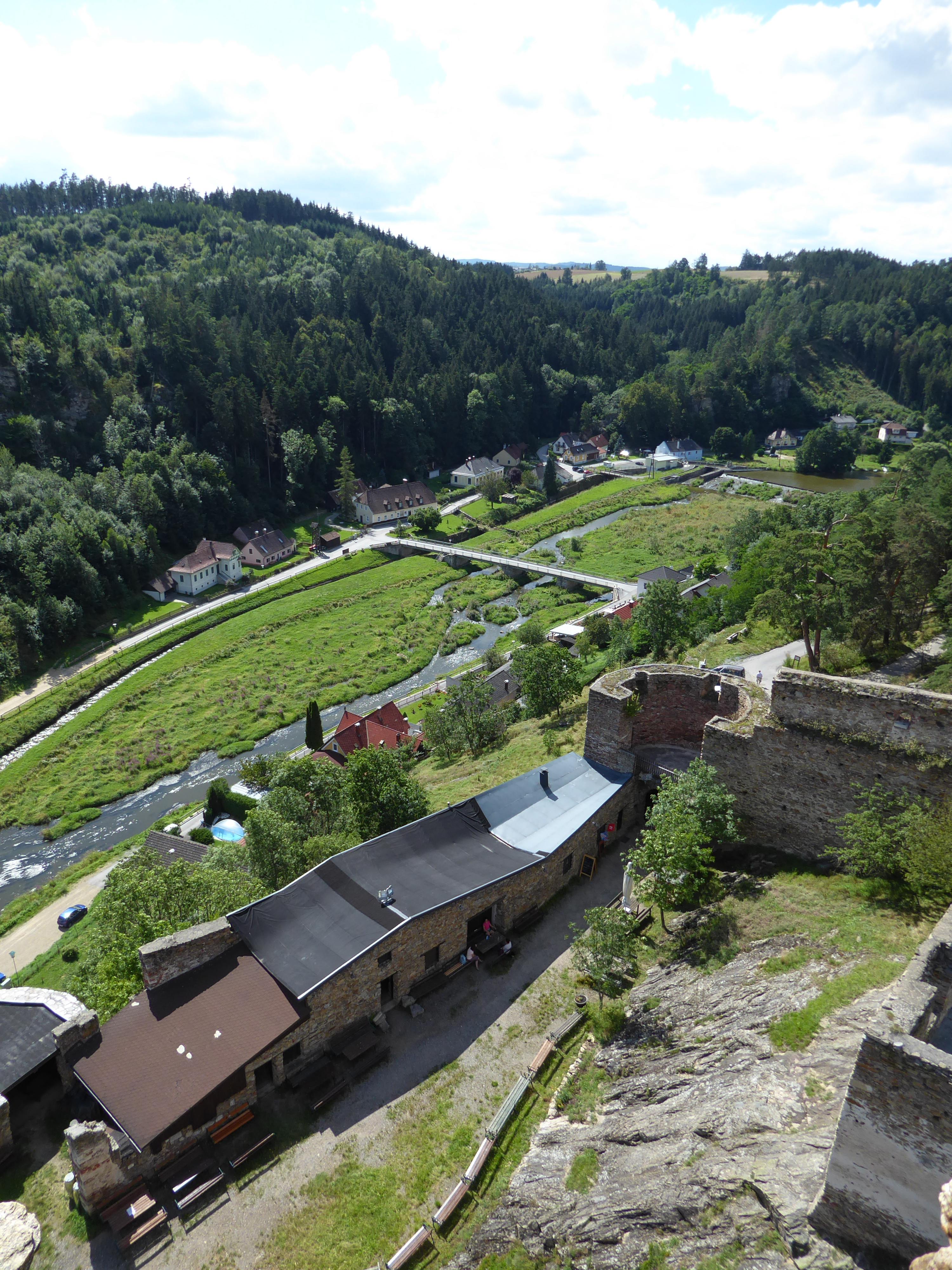
Blick von der Ruine auf Kollmitzgraben

Kollmitzgraben ist eine Ortschaft und eine Katastralgemeinde in der Marktgemeinde Ludweis-Aigen im niederösterreichischen Waldviertel. Die Ortschaft hat 18 Einwohner (Stand 1. Jänner 2024).

## Geografie
Die Rotte liegt auf Höhe der Burgruine Kollmitz beiderseits der Thaya und ist über eine Straßenbrücke verbunden. Am 1. April 2020 umfasste die Ortschaft 30 Adressen.

## Geschichte
Der Name Chalmunze wird erstmals 1135 genannt, dabei ist aber unsicher, ob damit die bestehende Höhenburg gemeint ist oder eine ältere Anlage. Aus den Wirtschaftsgebäuden und der Mühle am Fuß der Burg entwickelte sich die heutige Siedlung, die auch nach der Aufgabe der Burg weiter bestand. In Norden zum Kollmitzdörfl hin verläuft die Böhmische Mauer, eine mittelalterliche Befestigungsanlage.
Im Jahr 1822 wurde der Ort als Dorf mit 24 Häusern genannt, das nach Aigen eingepfarrt war, wohin auch die Kinder eingeschult wurden. Die Herrschaft Raabs besaß die Ortsobrigkeit, besorgte die Konskription und hatte die Grundherrschaft inne. Die Landgerichtsbarkeit wurde von der Herrschaft Drosendorf ausgeübt. Laut Adressbuch von Österreich waren im Jahr 1938 in der Ortsgemeinde Kollmitzgraben vier Dachdecker, ein Gastwirt, ein Gemischtwarenhändler und ein Tischler ansässig. Die Gemeinde betrieb an der Raabs ein Elektrizitätswerk. Im Zuge der Niederösterreichischen Kommunalstrukturverbesserung trat die damalige Gemeinde Kollmitzgraben per 1. Jänner 1970 der Gemeinde Aigen bei Raabs bei.

## Persönlichkeiten
- Wolfgang von Hofkirchen (1555–1611), protestantischer Adeliger und Statthalter von Niederösterreich, in der Burg geboren